# Coppa Italia (tennis tavolo femminile)
La Coppa Italia di tennis tavolo femminile è stata disputata per la prima volta nel 2018; vi partecipano tutte le squadre iscritte alla serie A1.
La vincitrice dell'edizione 2023 è il Tennistavolo Castel Goffredo, che nella finale disputata al Palatennistavolo Elia Mazzi di Castel Goffredo (MN) supera la CIATT Prato (3-1). La vincitrice dell'edizione 2024 è il Tennistavolo Castel Goffredo, che nella finale disputata al Palasport Avenza di Carrara supera l’ASV TT Südtirol (3-1).

## Albo d'Oro
| Edizione | Vincitore                        |
| 2018     | Tennistavolo Castel Goffredo     |
| 2019     | Tennistavolo Castel Goffredo     |
| 2020     | Tennistavolo Corte Cortemaggiore |
| 2021     | Tennistavolo Castel Goffredo     |
| 2022     | Tennistavolo Castel Goffredo     |
| 2023     | Tennistavolo Castel Goffredo     |
| 2024     | Tennistavolo Castel Goffredo     |
| 2025     | Tennistavolo Castel Goffredo     |

## Vittorie per Club
| Club            | Vittorie |
| --------------- | -------- |
| Castel Goffredo | 6        |
| Cortemaggiore   | 1        |